# Ana Tower
Ana Tower este o clădire de birouri de clasă A, care are înălțimea de 110 metri și are 24 de etaje. Aceasta se află pe Bulevardul Poligrafiei în apropiere de Casa Presei și City Gate Towers. Este, în 2023, a patra cea mai înaltă clădire din România.